# 王恪 (洪武進士)
王恪，陕西伏羌县（今甘肃甘谷）人。明朝政治人物、進士出身。

## 生平
洪武十八年，登进士。擔任繁峙县丞。后因繁峙水灾时，接受贿赂而被处分。擅长书法。